# Rosa Newmarch
Rosa Newmarch, född Jeaffreson den 18 december 1857 i Royal Leamington Spa, död 9 april 1940 i Worthing var en brittisk musikskriftställare.